# Seur (Radsportteam)
Seur, Seur–Campagnolo–Bic oder Seur–Otero war ein spanisches Radsportteam, das von 1988 bis 1992 bestand. Größter Erfolg war der Gesamtsieg bei Vuelta a España 1990 durch Marco Giovannetti.

## Geschichte
Das Team wurde 1988 gegründet und von Maximio Pérez Montero geleitet. Hauptsponsor war das spanische Transportunternehmen SEUR (span.: Servicio Español Urgente de Reparto), welches auf schnelle Lieferungen spezialisiert ist.
1989 konnte neben den Siegen Platz 3 bei der Clásica a los Puertos, Platz 6 bei der Subida al Naranco und Platz 9 bei der Gesamtwertung der Andalusien-Rundfahrt erreicht werden. Ein Jahr später konnte Platz 8 beim Giro d’Italia und dritte Plätze bei der Baskenland-Rundfahrt und bei der Clásica a los Puertos erzielt werden. Das erfolgreichste Jahr des Teams war zweifelsohne 1990 als neben dem Sieg bei der Vuelta a España konnte auch Platz 3 beim Giro d’Italia erreicht werden. 1991 wurden zweite Plätze bei der Galicien-Rundfahrt und Euskal Bizikleta, Platz 3 bei der Baskenland-Rundfahrt, achte Plätze bei der Vuelta a España und Clásica San Sebastián erzielt. 1992 wurden zweite Plätze bei der Volta ao Alentejo, Euskal Bizikleta,  Vuelta a Castilla y León, Aragon-Rundfahrt und der Vuelta a Mallorca erreicht. Nach der Saison 1992 löste sich das Team auf.

## Erfolge
1988
- eine Etappe Vuelta a España
- eine Etappe Andalusien-Rundfahrt
- eine Etappe Kantabrien-Rundfahrt

1989
- eine Etappe Vuelta a España
- Gesamtwertung und eine Etappe Galicien-Rundfahrt
- drei Etappen Portugal-Rundfahrt
- zwei Etappen Algarve-Rundfahrt

1990
- Gesamtwertung Vuelta a España
- Clásica de Sabiñánigo
- eine Etappe Setmana Catalana de Ciclisme
- eine Etappe Katalonien-Rundfahrt
- Gesamtwertung und drei Etappen Volta ao Alentejo

1991
- eine Etappe Vuelta a España
- Gesamtwertung Asturien-Rundfahrt
- Gesamtwertung und eine Etappe Vuelta a Castilla y León
- vier Etappen Grande Prémio Internacional de Torres Vedras
- zwei Etappen Volta ao Alentejo
- eine Etappe Paris-Nizza
- eine Etappe Andalusien-Rundfahrt
- eine Etappe Galicien-Rundfahrt
- eine Etappe Euskal Bizikleta
- Trofeo Masferrer

1992
- drei Etappen Volta ao Alentejo
- eine Etappe Vuelta a los Valles Mineros
- eine Etappe Asturien-Rundfahrt

## Grand-Tour-Platzierungen
| Grand Tour            | 1988 | 1989 | 1990 | 1991 | 1992 |
| --------------------- | ---- | ---- | ---- | ---- | ---- |
| Vuelta a EspañaVuelta | 37   | 15   | 1    | 8    | 18   |
| Giro d’ItaliaGiro     | –    | 8    | 3    | 32   | 20   |
| Tour de FranceTour    | –    | –    | 63   | –    | –    |

## Bekannte Fahrer
- Noël Dejonckheere (1988)
- Jon Unzaga (1989–1991)
- Marco Giovannetti (1989–1990)
- Ronan Pensec (1991)
- Malcolm Elliott (1991–1992)
- Peter Hilse (1991–1992)
- Pjotr Ugrumov (1991–1992)